# VA–111 Skval

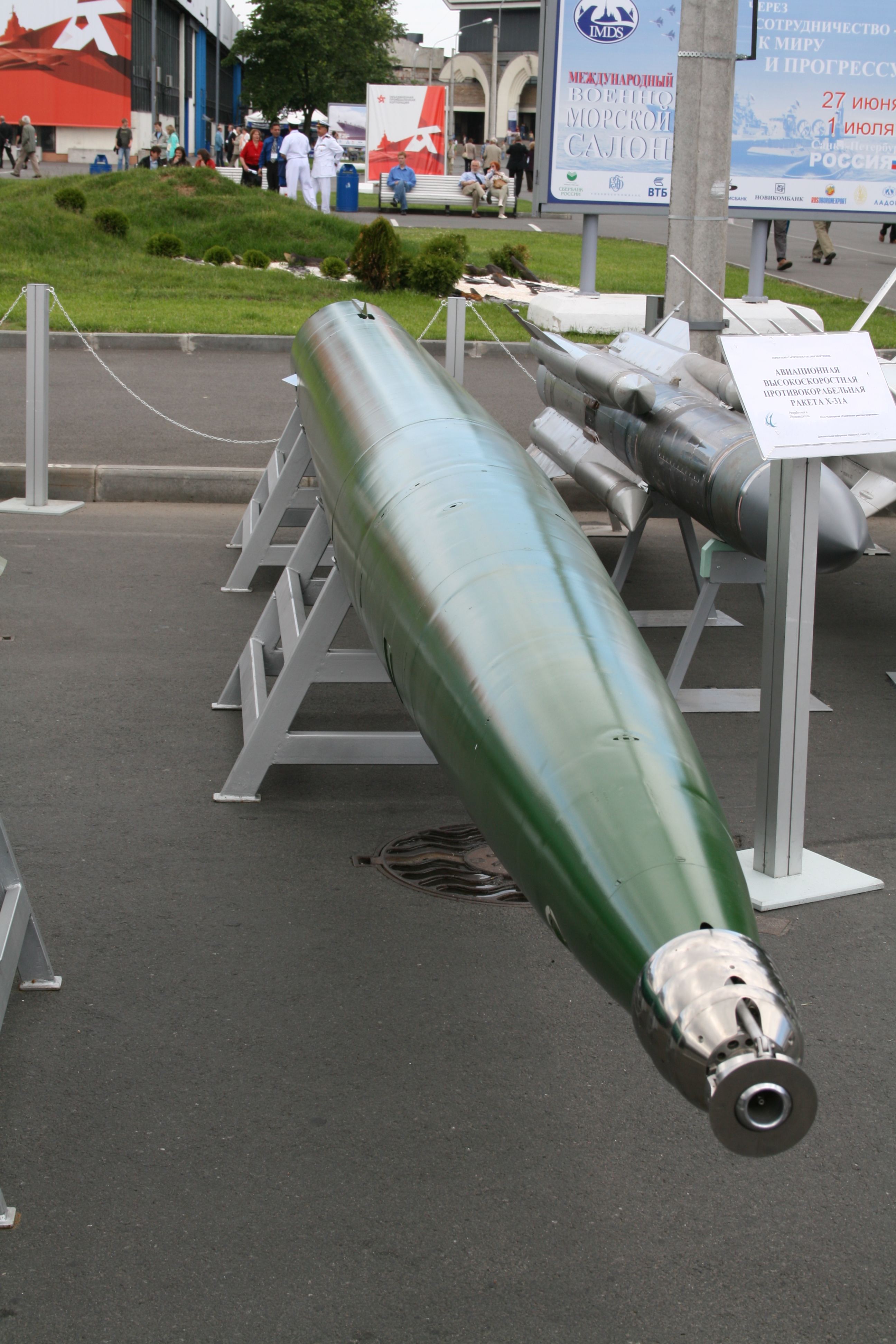
A Skval–E export-változat

A VA–111 Skval (oroszul: ВА–111 Шквал) a Szovjetunióban kifejlesztett, a szovjet, később pedig az orosz haditengerészetnél rendszeresített rakétatorpedó. Speciális működési elvéből adódóan szuperkavitációs torpedónak is nevezik. Sebessége eléri a 200 csomót (kb. 370 km/h).

## Története
A Szovjetunió Minisztertanácsa 1960. október 13-án kelt 111-463 sz. rendelete alapján kezdődött el egy különösen nagy sebességű torpedó fejlesztése, amelyet az ellenséges rakétahordozó tengeralattjárók és nagy felszíni hajókötelékek (repülőgép-hordozók) ellen szántak. A fejlesztéssel a 24. sz. Tudományos Kutatóintézetet (NII–24, ma GNPP Region) bízták meg. Az előzetes tervek 1963-ra készültek el. Ezek alapján  15–20 km-es hatótávolsággal és 185 csomós (100 m/s) sebességgel számoltak.
A nagy sebesség elérésére egyedi megoldásokat alkalmaztak. A torpedó hajtására szilárd hajtóanyagú rakétahajtómű beépítését tervezték. A közegellenállás csökkentésére speciális eljárást dolgoztak ki. A torpedó egy szuperkavitációs burokban (buborékban) halad.

Az első kísérleti indításokra 1964-ben került sor a kirgizisztáni Iszik-köl tavon. 1964-ben a torpedó makettjével kísérleti indításokat végeztek az SZ–65 hadrendi számú dízel-elektromos tengeralattjáróról a fekete-tengeri Feodoszija környékén. 1969-től az NII–24, és a főleg légibombák fejlesztésével foglalkozó GSZKB–47 (ma GNPP Bazalt) tervezőintézetek összevonásával létrejött kijevi Alkalmazott Hidrodinamikai Kutatóintézetben folytatódott a fejlesztése. Az M–4 típusjelet kapott torpedó fejlesztési munkálatait azonban 1972-ben konstrukciós problémák miatt felfüggesztették.
A fejlesztést és a kísérleteket azonban hamarosan felújították a javított M–5 típusjelű torpedóval. A sikeres teszteket követően, 1977. november 29-én döntött a Szovjetunió Minisztertanácsa az időközben Skval nevet kapott rakétatorpedó rendszeresítéséről. A torpedó első változata atom-robbanófejet hordozott.
Gyártása Kirgizisztánban, a Dasztan vállalatnál is folyik, amellyel közösen fejlesztették ki 1999–2000-ben az export-változatát, a Skval–E-t. Ez felszíni hajókról indítható és hagyományos robbanófejjel rendelkezik.
A technológiával Oroszországon kívül az egykori Szovjetuniónak a fejlesztésben részt vevő utódállamai, így Ukrajna, Kirgizisztán és Kazahsztán is rendelkezik. 2005-ben Németország is rendszeresített hasonló elven működő fegyvert, a Barracuda típusú torpedót.

## Kialakítása és műszaki jellemzői

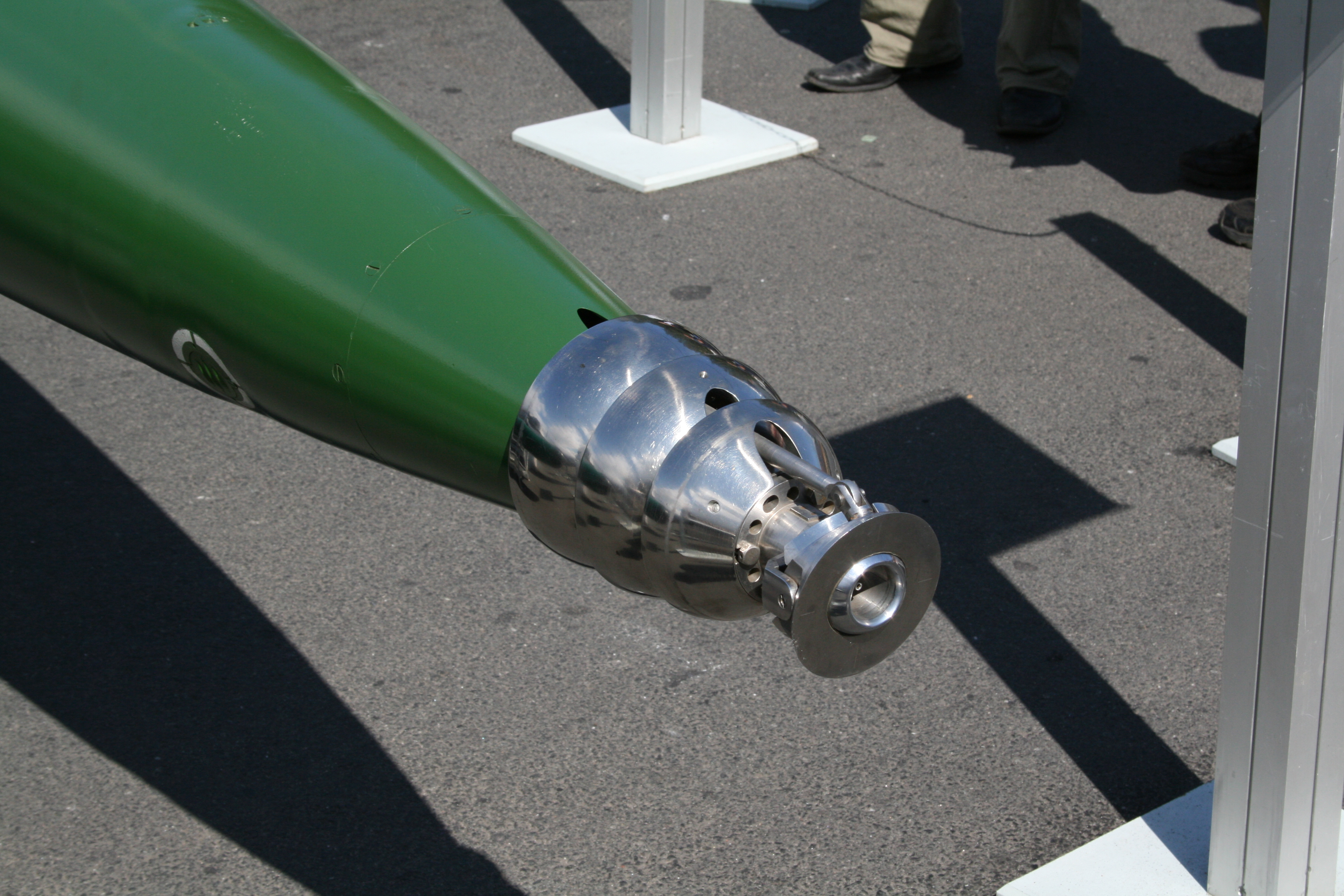
A Skval–E orr-részén elhelyezkedő kavitátor

A torpedó szokatlanul nagy sebességének eléréséhez különleges technológiát fejlesztettek ki, melynek lényege a szuperkavitáció. Ekkor a kavitációs buborékot stabilizálják, meggátolják az összeomlását. A torpedó ebben a kavitációs buborékban halad, amelyet a torpedó speciálisan kialakított orr-része, az ott elhelyezett kavitátor hoz létre. A kavitációs buborék fenntartásában a rakétahajtómű égéstermékei is szerepet játszanak, amelyek egy részét az orr részben, a kavitátor mögött vezetik ki.
533 mm-es torpedóvető csőből indítható. A vetőcsövet egy tubusban hagyja el a rakétatorpedó. Mintegy 50 csomós (93 km/h)  sebességnél lép ki a tubusból, majd beindul a menethajtómű és kb. 200 csomós sebességre gyorsítja fel. (Egyes források szerint 250 csomós sebességet is elér. Első változatai nem voltak irányíthatóak, de a nukleáris töltet alkalmazása és a nagy sebesség kompenzálta ezt a hiányosságot. Újabb változatai tolóerővektor-kormányzással rendelkeznek. Valószínűleg programirányításúak, a programot a start előtti pillanatban kapja meg a torpedó.

## Típusváltozata
- VA–111 Skval – Az első változat, valószínűsíthetően nem irányított, nukleáris robbanótöltettel volt felszerelve.
- Skval 2 – Továbbfejlesztett változat, irányított, valószínűleg programvezérlésű. Hagyományos robbanótöltettel van felszerelve.
- Skval–E – A torpedó export-változata. Programirányítású. Robbanófeje hagyományos töltetű, kb. 210 kg-os. Oroszország 40 db-t adott el Kínának ebből a változatból.

## Alkalmazása
Szovjet, majd orosz haditengerészet vadász és rakétahordozó tengeralattjáróin van rendszeresítve. Több forrás szerint a Kurszk atomtengeralattjáró katasztrófája egy VA–111 Skval rakétatorpedó felrobbanása miatt következett be.

## Műszaki adatai
- Hossz: 8,2 m
- Átmérő: 533 mm
- Induló tömeg: 2700 kg
- Robbanótöltet: 210 kg-os, hagyományos
- Max. seb: 200 csomó, 370 km/h
- Hatósugár: 7 km (újabb változatoknál 13 km)

## Külső hivatkozások
- Fényképek a Skval–E-ről Archiválva 2012. január 15-i dátummal a Wayback Machine-ben